# Ryan Stiles
Ryan Lee Stiles (Seattle (Washington), 22 april 1959) is een Amerikaans acteur en komiek van Canadese herkomst.

## Biografie
Ryan Stiles bracht zijn jeugd deels door in Canada, waar zijn ouders vandaan kwamen. Toen hij zeventien jaar oud was, ging hij niet meer naar school en werkte hij in het bedrijf van zijn vader. Onderwijl trad hij in Vancouver op als stand-upcomedian.
In 1986 sloot hij zich aan bij het improvisatiegezelschap The Second City. Hij nam vanaf 1989 deel aan de Britse versie van het televisieprogramma Whose Line Is It Anyway? en toen deze in 1998 ten einde kwam, wist Stiles de American Broadcasting Company ervan te overtuigen een Amerikaanse versie te maken. Bij deze versie was hij van 1998 tot 2007 betrokken als co-producent en komiek. Drew Carey presenteerde het programma; Stiles speelde van 1995 tot 2000 in diens show, The Drew Carey Show. In 2002 werd hij voor zijn rol in Whose Line Is It Anyway? genomineerd voor een Emmy Award. Sinds 2004 speelt hij geregeld in de sitcom Two and a Half Men.

## Filmografie

### Film
- Rainbow War (1985)
- Hot Shots! (1991) - postbode Farnham
- Hot Shots! Part Deux (1993) - Rabinowitz
- Courting Courtney (1997) - Chad Gross
- Nobody Knows Anything (2003) - Harold
- The Extra (2006) - Clyde
- Astro Boy (2009) - Mr. Mustachio (stem)

### Televisie
- Whose Line Is It Anyway? (1990-2007, 2013-heden)
- The Drew Carey Show (1995-2004) - Lewis Kiniski
- Two and a Half Men (2004-2015) - Dr. Herb Melnick
- Drew Carey's Improv-A-Ganza (2011)